# Anastrepha macrura
Anastrepha macrura är en tvåvingeart som beskrevs av Friedrich Georg Hendel 1914. Anastrepha macrura ingår i släktet Anastrepha och familjen borrflugor. Inga underarter finns listade i Catalogue of Life.